# Jacek Kornacki
Jacek Kornacki (ur. 1964 w Gdańsku) – polski malarz, rysownik, pedagog Akademii Sztuk Pięknych w Gdańsku. Autor instalacji i akcji plastycznych, artysta w swojej twórczości wykorzystujący różne media.

## Życiorys
Studiował w PWSSP (ASP) w Gdańsku w latach 1986–1991. Dyplom uzyskał w Pracowni Malarstwa prof. Mieczysława Olszewskiego w 1991 r. Adiunkt I stopnia w Pracowni Podstaw Rysunku i Malarstwa prof. Marii Skowrońskiej na Wydziale Malarstwa i Grafiki oraz Katedrze Kształcenia Podstawowego (Anatomia i Studium Rysunku Anatomicznego, prowadzona przez prof. Marka Grzybiaka), obecnie Kierownik Pracowni Podstaw na Wydziale Malarstwa. Od 2019 r. posiada tytuł naukowy profesora. W latach 2016–2020 dziekan Wydziału MalarstwaAkademii Sztuk Pięknych w Gdańsku.
Ważniejsze wystawy indywidualne (do 2001 r.):
- 1992 – Malarstwo, rysunek, obiekty, Galeria EL, Elbląg
- 1992 – Indywidualny pokaz litografii, Muzeum Archeologiczne, Gdańsk
- 1995 – „Przestrzenie wcieleń”, Galeria Arche, Gdańsk
- 1996 – „Światła obecności”, Galeria Teatru Witkacego, Zakopane
- 1997 – „Światło-cień”, Galeria EL, Elbląg
- 1998 – „Ikono-suprematyzm”, Sfinks, Sopot
- 1999 – „Ikono-suprematyzm”, Klub „Mózg”, Bydgoszcz
- 2000 – „Linie”, Galeria Nowa Oficyna, Gdańsk
- 2000 – „Lapidarium”, PGS, Sopot.
- 2001 – „Studium do Anatomii Centaura”- rysunek, fotografie, XIX Zjazd Polskiego Towarzystwa Anatomicznego, Akademia Medyczna we Wrocławiu

Ważniejsze wystawy zbiorowe (do 2001 r.):
- 1990 -„Pracownia”, BWA, Zielona Góra
- 1992 – „Dyplom 1990-91" PGS, Sopot
- 1992 – „Nadbałtyckie Sympozjum TRUSO'92", Galeria El, Elbląg
- 1992 – „Gdańskie Dni Niezależne”, Sopockie Forum Integracji Nauki, Kultury i Sztuki, Sfinks, Sopot
- 1993 – „Kongres SIAC”, Kraków
- 1994 – „Koniecznie rzeczywiste”, Sachseln (Szwajcaria)
- 1995 – „Tabula inna rasa”, Kościół św. Jana, Gdańsk
- 1996 – „Dazwischen”, Ulm (Niemcy)
- 1996 – „Lato – lato”, Sfinks, Sopot
- 1996 – „Docendo Discimus”, Państwowa Wyższa Szkoła Sztuk Plastycznych (ASP), Gdańsk
- 1996 – „Mistycyzm Sfinksa”, Sfinks, Sopot
- 1997 – „Konkurs o nagrodę Daniela Chodowieckiego” – wystawa grafiki i rysunku, PGS, Sopot
- 1997 – Wystawa działań wizualnych inspirowanych kulturą techno, Sfinks, Sopot
- 1997 – „Niebo” – instalacja świetlna, Sfinks, Sopot
- 1998 – Wystawa inaugurująca działalność Galerii Przedmiotu „ARTEFAKT”, Gdańsk
- 1998 – Wystawa rysunku pracowników ASP, Galeria Nowa Oficyna, Gdańsk
- 1999 – Konkurs o nagrodę Daniela Chodowieckiego – wystawa grafiki i rysunku, PGS, Sopot
- 1999 – „Zjawisko czasu” – rysunek, Galeria Nowa Oficyna, Gdańsk
- 1999 – Obiekt, Muzeum Zegarów Wieżowych, kościół św. Katarzyny, Gdańsk
- 1999 – „Związki” – wystawa ZPAP „Gabinet osobliwości”, Sfinks, Sopot
- 1999 – „Public Relations”- projekt akcji Centrum Sztuki Współczesnej Łaźnia, Gdańsk
- 1999 – Obiekt, Galeria Wyspa, Gdańsk
- 2000 – Wystawa inaugurująca działalność Galerii Na Wieży, Kościół św. Katarzyny, Gdańsk
- 2001 „3 Kolory”, PGS, Sopot

Projekty artystyczne (do 2001 r.):
- 1997 – Akcja artystyczna obejmująca przestrzeń miejską, Gdańsk
- 1998 – Akcja Sulechówko 1998-2000, Sulechówko
- 2000 – Akcja artystyczno-społeczna „Bądź świadomym dawcą narządów”
- 2001 – Realizacja projektu artystyczno-badawczego pt. „Anatomia Centaura” wraz z Prof. Markiem Grzybiakiem, Akademia Medyczna w Gdańsku
- 2001 – Projekt i aranżacja artystyczna otoczenia XII wiecznej krypty grobowej w kościele św. Katarzyny w Gdańsku.

Nagrody:
- 1990 – Wyróżnienie Ministra Kultury i Sztuki oraz nagroda Prezydenta Miasta Gdańska za „Dyplom 1990-91"